# 拿破崙 (密蘇里州)
拿破崙（英語：Napoleon）是位於美國密蘇里州拉法葉縣的城市。

## 人口
根據2020年美國人口普查的數據，拿破崙的面積為4.53平方千米，皆為陸地。當地共有人口211人，而人口密度為每平方千米47人。